# Безумные соседи
«Безумные соседи» (фр. À bras ouverts; буквальный перевод — «С распростёртыми объятиями») — франко-бельгийская комедия 2017 года режиссёра Филиппа де Шоврона.

## Сюжет
Либерально настроенный профессор и писатель Жан-Этьен Фужероль, живущий со своей семьей в роскошном поместье, выступает за приём иммигрантов и помощь бездомным людям во Франции. В ходе дебатов, которые он проводит в прямом эфире, с консервативным противниками его взглядов, он увлекается и заявляет, что готов принять у себя в доме каждого, кто попросит помощи. Вскоре после этого бездомный цыган Бабик со своей семьёй просит пустить его.

## Создатели
- Режиссёр — Филипп де Шоврон
- Авторы сценария — Ги Лоран, Марк Де Шоврон, Филипп Де Шоврон
- Продюсеры — Кристиан Клавье, Патрис Леду
- Исполнительный продюсер — Марк Ваде
- Оператор — Филипп Жильбер
- Композитор — Эрве Ракотофиринга

### В ролях
- Кристиан Клавье — Жан-Этьен Фужероль
- Эльза Зильберштейн — Дафни Фужероль
- Ари Абиттан — Бабик
- Сирил Леконт — Эрван Берруто
- Нану Гарсия — Изабель Шеруа
- Оскар Берт — Лионель Фужорель
- Мирела Николау —	Симза

## Релиз
Мировая премьера фильма 5 апреля 2017 года во Франции; 13 июля 2017 года фильм вышел в прокат в Греции; 20 июля 2017 года фильм вышел в прокат в России и Хорватии; 21 сентября 2017 года фильм вышел в прокат в Германии; 8 марта 2018 года фильм вышел в прокат в Италии.

## Критика
Фильм получил в основном негативные отзывы критиков. Ещё во время съёмок режиссёр Тони Гатлиф раскритиковал идею фильма, назвав её расистской. В газете Le Monde назвали режиссёра Филиппа Де Шоврона эксплуататором идеи иммигрантов, поскольку три его последние комедии посвящены именно этой теме. Также они образ главного цыгана Бабика как переполненный стереотипами о ромах.